# Zsira
Zsira (em alemão: Tening) é um município da Hungria, situado no condado de Győr-Moson-Sopron. Tem 14,68 km² de área e sua população em 2015 foi estimada em 831 habitantes.